# Lara Hüninghake
Lara Hüninghake (* 21. März 1989) ist eine deutsche Trampolinturnerin. 
Hüninghake gehört der TGJ Salzgitter an und lebt in Isenbüttel. Sie belegte bei den Trampolin-Europameisterschaft 2010 den zweiten Platz in der Mannschaft. Im gleichen Jahr gewann sie mit der TGJ Salzgitter die Deutschen Mannschaftsmeisterschaften.

## Erfolge

### 2010
- 1. Platz bei den Deutschen Mannschaftsmeisterschaften (TGJ Salzgitter)
- 2. Platz mit der Mannschaft bei der Europameisterschaft in Warna
- 2. Platz bei den Deutschen Hochschulmeisterschaften in Hannover[2]

### 2008
- 2. Platz im Einzel bei den Deutschen Meisterschaften
- 2. Platz im Synchron bei den Deutschen Meisterschaften (mit Carolin Nerger)
- 2. Platz bei den Deutschen Mannschaftsmeisterschaften (TGJ Salzgitter)

### 2007
- 7. Platz im Synchron bei den Weltmeisterschaften in Québec (mit Sarah Syed)
- 8. Platz im Synchron beim Weltcup in Québec
- 2. Platz im Synchron bei den Deutschen Meisterschaften (mit Carina Baumgärtner)